# Resolution (Album)
Resolution ist das siebte Studioalbum der US-amerikanischen Metalband Lamb of God. Es erschien am 20. Januar 2012 über Roadrunner Records. Das Lied Ghost Walking wurde für den Grammy Award in der Kategorie Best Hard Rock/Metal Performance nominiert.

## Entstehung
Schlagzeuger Chris Adler kündigte im Dezember 2010 an, dass die Band bei ihrem neuen Album erneut mit dem Produzenten Josh Wilbur zusammenarbeiten wird. Im Frühjahr 2011 arbeiteten die Musiker an den gesammelten Ideen und nahmen einige Demos auf. Gleichzeitig wurde das Lied Hit the Wall für das Computerspiel Iron Man 2 veröffentlicht. Das Lied wurde jedoch nicht für das Album verwendet.
Am 22. Juni 2011 begannen die Aufnahmen. Insgesamt wurden 17 Lieder aufgenommen, von denen 14 auf der regulären Version des Albums verwendet wurden. Ein Lied wurde nur instrumental aufgenommen. Erstmals arbeitete die Band mit einem Orchester und der Opernsängerin Amanda Munton zusammen, die bei dem Lied King Me zu hören ist.
Für den Refrain des Liedes übersetzte Sänger Randy Blythe den lateinischen Text des Requiem in D-Moll von Wolfgang Amadeus Mozart ins englische. Die Aufnahmen fanden in New York City und Fort Hayward statt. Produziert und gemischt wurde Resolution von Josh Wilbur. Die iTunes-Version des Albums enthält als Bonus das Lied Digital Sands sowie eine Liveaufnahme des Liedes Vigil.

## Hintergrund
Der Albumtitel Resolution entstammt einer Textzeile des Liedes Ruin von dem Album As the Palaces Burn. Laut Sänger Randy Blythe reflektiere der Titel das ganze Album, weil das Wort Resolution mehrere Bedeutungen hat.

„Natürlich einmal Lösung, ein Ende, aber auch Aktionen die man setzt, welche einen einer vermeintlichen Lösung näher bringen. […] Das Album dreht sich um all diese Dinge; dass der Titel so passt, ist ein glücklicher Zufall.“

Die Texte des Albums beziehen sich laut Mark Morton auf persönliche Erlebnisse der Bandmitglieder und beziehen sich auf Dinge, die Dinge, die die Musiker für sich selbst und als Gruppe erlebt haben. Die Texte von Resolution stellen daher einen Kontrast zu denen des Vorgängeralbums dar, da bei Wrath die Texte von anderen Personen handelten. Ghost Walking handelt zum Beispiel davon, dass Morton in vielen Situationen, in denen er richtige Entscheidungen hätte treffen müssen eben falsche traf. In einem Interview bezeichnete er diese Eigenart als einen selbstzerstörerischen Zug von ihm.
In dem Lied The Number Six geht es um Neid und Missgunst in der heutigen Gesellschaft. Im Text des Liedes nennt Randy Blythe mit Leviathan den Dämonen des Neides, der einer der sieben Todsünden darstellt. Als Beispiel nannte Blythe in einem Interview das Internet, wo viele Leute Sachen kritisieren, ohne dass diese Leute selber etwas auf die Beine stellen.

„Frühere Generationen bewunderten erfolgreiche Leute und erkannten ihre Leistungen an. Heute ist es spannender, Menschen bei ihrem Absturz zu beobachten. Diese Entwicklung sagt einiges über den mentalen Zustand unserer Gesellschaft aus.“

Barbarossa ist ein Instrumental, dessen Titel von dem Tonstudio entlehnt wurde, in dem das Album aufgenommen wurde. Das Lied Visitation beschäftigt sich laut Blythe mit den negativen Aspekten von Dingen, die man liebt. Als Beispiel nannte er seine eigene Band, für die er viele Teile der Normalität opfert und nur selten seine Familie sieht. Dafür kann er mit den Einkünften seine Rechnungen bezahlen. King Me bezieht sich auf Blythes frühere Alkoholsucht. Gleichzeitig warnt er in dem Text davor, dass jeder Mensch, der sich für etwas Besonderes hält, zum König macht, was diese Person früher oder später umbringe.

## Rezeption

### Rezensionen
Heiko Eschenbach vom Onlinemagazin Metal.de bezeichnete Resolution als ein Album, welches „jeden Zweifel an der Wichtigkeit und Klasse der Band beendet“. Die Spielzeit des Albums bezeichnete er als „zu lang“ und vergab acht von zehn Punkten. Im deutschen Magazin Metal Hammer erreichte Resolution den zweiten Platz des Soundchecks. Petra Schurer gab dem Album in ihrer Rezension sechs von sieben Punkte, da „das Gesamtpaket stimmt“.

### Chartplatzierungen
Resolution stieg auf Platz drei der US-amerikanischen Albumcharts ein. Im Vereinigten Königreich erreichte das Album Platz 19. Im deutschsprachigen Raum erreichte das Album Platz 37 (Deutschland), Platz 28 (Österreich) bzw. Platz 30 (Schweiz).

### Auszeichnungen
Das Lied Ghost Walking wurde für den Grammy Award in der Kategorie Best Hard Rock/Metal Performance nominiert. Der Preis ging jedoch an die Band Halestorm. Bei den Loudwire Music Awards wurde Resolution als bestes Metal-Album des Jahres ausgezeichnet.